# Braima Sambú
Braima Sambú (20 marzo 2001) è un calciatore portoghese, centrocampista della Triestina.

## Carriera
Cresciuto nel settore giovanile del Belenenses SAD, ha esordito in prima squadra il 19 dicembre 2021 disputando l'incontro di Primeira Liga perso 1-0 contro il Braga.

## Statistiche

### Presenze e reti nei club
Statistiche aggiornate al 25 febbraio 2022.
| Stagione        | Squadra          | Campionato      | Campionato | Campionato | Coppe nazionali | Coppe nazionali | Coppe nazionali | Coppe continentali | Coppe continentali | Coppe continentali | Altre coppe | Altre coppe | Altre coppe | Totale | Totale |
| Stagione        | Squadra          | Comp            | Pres       | Reti       | Comp            | Pres            | Reti            | Comp               | Pres               | Reti               | Comp        | Pres        | Reti        | Pres   | Reti   |
| --------------- | ---------------- | --------------- | ---------- | ---------- | --------------- | --------------- | --------------- | ------------------ | ------------------ | ------------------ | ----------- | ----------- | ----------- | ------ | ------ |
| 2020-2021       | Belenenses SAD B | CdP             | 13         | 0          |                 | -               | -               |                    | -                  | -                  |             | -           | -           | 13     | 0      |
| 2021-2022       | Belenenses SAD   | PL              | 4          | 0          | CP+CdL          | 0               | 0               |                    | -                  | -                  |             | -           | -           | 4      | 0      |
| Totale carriera | Totale carriera  | Totale carriera | 17         | 0          |                 | 0               | 0               |                    | -                  | -                  |             | -           | -           | 17     | 0      |